# 時間に忘れられた国
『時間に忘れられた国』（じかんにわすれられたくに、英: The Land That Time Forgot）は、エドガー・ライス・バローズによるアメリカのSF小説。全3部。太古世界シリーズ、キャスパック・シリーズというシリーズ名でも呼ばれる。
本項では、創元推理文庫版の表記に準ずる。

## 概要
本作は第一次世界大戦を背景に、絶海の孤島（架空の島）キャスパック（キャプローナ）を舞台にし、「前人未到の地に、過去の生物が生き延びている」という、いわゆる「ロスト・ワールドもの」に該当するSF冒険小説である（孤島であるのみならず、島の周囲は断崖絶壁で覆われており、第1部では潜水艦U33（Uボート）で地下水脈を通過して島内に進入するしか方法がなかった）。
本作の執筆は、第1部が1917年、第2部は同年から翌年にかけて、第3部は1918年である。『失われた世界』（アーサー・コナン・ドイルのSF小説。1912年）から5年しか経っておらず、第1部はその亜流に等しい。しかしながら、伏線が既に張られており、「進化」に焦点を当てた本作の真価が、第3部で結実する。

## シリーズ構成
以下、原題と連載期間、刊行年、2種類の邦題を示す。創元推理文庫版は全1巻（『時間に忘れられた国』）、ハヤカワ文庫SFは全3巻。
創元推理文庫版の表紙は、刊行当初は武部本一郎が描いたものが採用されていたが、再版分より映画化された『続・恐竜の島』（1977年）のカラーイラストに置き換わっており、裏表紙も同作の写真（恐竜のもの）が使用されている（1978年4月7日 第13版）。また、1990年代の復刻フェアによって、まったく新しい表紙イラストが採用された。ただし、口絵・挿絵は一貫して武部本一郎による。
ハヤカワ文庫SF版（太古世界シリーズ）は、斎藤和明が3作とも担当している（「E・R・バロウズ作品総目録（H・H・ヘインズの資料による）」では、「キャスパック（太古世界）・シリーズ」と書かれている）。
| No. | 単行本原題 （連載時）                                                                         | 連載                        | 刊行                        | 邦題               | 邦題                                              | 日本での刊行            | 日本での刊行         |
| No. | 単行本原題 （連載時）                                                                         | 連載                        | 刊行                        | 早川版             | 創元版章題                                        | 早川版                  | 創元版               |
| --- | --------------------------------------------------------------------------------------------- | --------------------------- | --------------------------- | ------------------ | ------------------------------------------------- | ----------------------- | -------------------- |
| 1   | The Land That Time Forgot (The Land That Time Forgot / Bowen J.Tyler`s Manuscript)            | ブルー・ブック 1918年8月号  | 1924年 マクルーグ （全3部） | 時に忘れられた世界 | ボウエン・タイラーの手記 -時間に忘れられた国-     | 1970年12月31日 関口幸男 | 1971年8月20日 厚木淳 |
| 2   | The People That Time Forgot (The People That Time Forgot / The Adventures of Thomas Billings) | ブルー・ブック 1918年10月号 | 1924年 マクルーグ （全3部） | 時に忘れられた人々 | トーマス・ビリングズの冒険 -時間に忘れられた人々- | 1971年2月28日 関口幸男  | 1971年8月20日 厚木淳 |
| 3   | Out of Time's Abyss (Out of Time's Abyss / The Tale of Bradley)                               | ブルー・ブック 1918年12月号 | 1924年 マクルーグ （全3部） | 時の深き淵より     | ブラッドリーの物語 -時間の深淵より-               | 1971年3月31日 関口幸男  | 1971年8月20日 厚木淳 |

### 備考
本作の単行本は、2種類ある。1924年のマクルーグ版（ハードカバー）は全1巻。1963年のエース・ブックス版（ペーパーバック）は全3巻となっている。デル・レイ・ブックス版もエース・ブックス版に準拠している。

## ストーリー
第1部・第2部は、それぞれの主人公の一人称で語られ、第3部のみ三人称で描写されている。
第1部
1916年6月3日。第一次世界大戦の最中、アメリカの造船会社の御曹司であり、技師でもあるボウエン・タイラーは、乗船中の船を英仏海峡でドイツのUボート（U33）に撃沈された。救命ボートで脱出したボウエンは、フランス人の女性、リスを拾い上げた後、イギリスの船に救われるが、またしてもU33に襲われる。大胆な船長の機転により、イギリス船員とボウエンはU33を奪取するが、ユニオンジャック（英国旗）を掲げたUボートは信頼されず、同盟国の船舶から攻撃、あるいは忌避されてしまう。
針路を転じ、アメリカを目指す一行だったが、裏切りにより羅針盤が狂わされており、南大西洋にある絶海の孤島、キャスパック（キャプローナ）に辿り着く。そこはで恐竜や原始人が跋扈する未開の地、忘れられた場所だった。水や燃料の乏しいU33は、地下水脈を潜航し島の内部に入り込む。アメリカ、フランス、イギリス、ドイツから成る一行は協力し、「恐竜砦」を建設、生存と島からの脱出を試みる。島の内部を探るため、ブラッドリー率いるイギリス人の一隊が探索に乗り出す一方、石油が発見され、精製が試された。精製には成功したものの、ドイツ将校の背信により、U33はドイツ人だけを乗せ、島を去ってしまう。
リスを現地人に攫われたボウエンは、単身、彼女を取り戻すべく恐竜砦から出立。リスは取り戻したが、孤立した環境での前途は望み薄だった。ボウエンは、6月3日以来の記録を魔法瓶に詰め、公海に投げる。誰かが読むことを期待して。
第2部
ボウエン・タイラーの手記はグリーンランドを経て、父の手に渡ったが、折悪しく彼は死去した。彼の部下であり、ボウエンの親友であるトーマス・ビリングズは遺志を引き継ぎ、トレアドール号に乗った救出隊を出発させる。
水上飛行機で発進したものの、翼竜と遭遇し、これを避けようとして機は不時着、二度と飛べない状態になった。単身、徒歩で探索を続けるトーマスの前に、島の人間の怪異な進化（南から北まで）の有様が露になっていく。
冒険の末、ボウエンとリスは発見されるが、トムは島の女性アジョールに恋をし、残留を決意をする。
第3部
第1部の途中でボウエンと別行動を取ったイギリス人航海士、ブラッドリーの物語。オタマジャクシ（池の中）から人間（ガルー）までの進化が明らかになる。
有翼人ウィールーが登場。U33や恐竜砦（の残留者）と、トム、アジョールが再登場する。

### キャラクター
ボウエン・タイラー
第1部の主人公。アメリカ人。フル・ネームはボウエン・J・タイラー・ジュニア（ハヤカワ版ではボウエン・J・タイラーJr．の表記もある）。サンタ・モニカにある造船会社の御曹司であり、同社の技師。Uボートも生産し、試運転を行っていた。
アメリカ野戦衛生隊の一員としてフランスに向かう途中、U33（Uボート）に襲われ、紆余曲折を経てU33を鹵獲し、その艦長に収まる。その経緯で、キャスパックの恐竜砦（ハヤカワ版はフォート・ダイノソア）でも指揮官となった。
リス・ラ・ルー
ハヤカワ版ではリズ・ラ・ルー。第1部のヒロイン。フランス人。叔母の都合でドイツ人と婚約させられ、結婚のために船で英仏海峡を渡っていたところを、U33に襲われる。以後、ボウエンと行動を共にし、U33でキャスパックに辿り着く。
美貌ゆえに現地人にも狙われ、誘拐されるが、第1部のラストでボウエンと合流し、夫婦となる。ボウエンの記録には「リス・ラ・R・タイラー」と署名した（ハヤカワ版は、リズ・ラ・R・タイラー）。
ノブス
タイラーの飼い犬。大型テリヤ（ハヤカワ版ではエアデール犬）。クラウン・プリンス・ノブス（ハヤカワ版ではクラウン・プリンス・ノブラー）。
キャスパックに同行し、リスのボディガードを兼ねるようになる。しかし、ある日、忽然と姿を消す。リスは「現地人に、故意に殺害された」と思っていた。
第2部で、ガルーに飼われた状態で再登場。この時、トーマスと再会したため、ガルーを見限りトーマスに同行する。ガルーに狩猟を躾けられており、銃火器を失ったトーマスの支えとなった。
トーマス・ビリングズ
ハヤカワ版ではトーマス・ビリングス。第2部の主人公。アメリカ人で通称はトム。
ボウエンの会社の秘書をしていた。前身は、タイラー牧場のカウボーイで、彼の資質に目をつけたタイラー・シニアが抜擢した。ボウエンとは兄弟のような関係。
捜索隊の乗るトレアドール号（ハヤカワ版はトレアドル号）の指揮を執るが、島を発見した後は単独で行動し、飛行中に遭難した。
アジョール
ハヤカワ版ではアジョル。第2部のヒロイン。ガルーのコス・アタ・ロー（胎生女児）。求婚者から逃げている最中、トーマスと遭遇する。好奇心旺盛な性格。
エース
トーマスの捕獲した馬。賢くて大人しく、足が速い。名前は第一次世界大戦の撃墜王（エース・パイロット）を意味している。
ブラッドリー
第3部の主人公だが、第1部から登場している。イギリス人。引き船の船員で、拿捕したU33のナンバー2となる（キャスパックでも引き続き同じ地位）。
島の内部を捜索中、ウィールーと遭遇。死神を思わせるその姿に、一行が次々に神経を参らせ、2名が死亡した。その後、ウィールーの罠にかかり、オー・オー島へ拉致される。
コ・タン
第3部のヒロイン。ガルーのコス・アタ・ロー。捕虜となってオー・オーで監禁されている時、ブラッドリーと出会う。
アン・タクという兄がいる（コ・タンと同じ母親から産まれたコス・アタ・ルー）。
フリードリッヒ・フォン・シェーンフォルツ
ハヤカワ版ではフリードリッヒ・フォン・ショーンホルツ。ドイツ人将校で男爵、U33の正規の艦長。リスの婚約者。
卑怯な性格で、ボウエンらとは反目している。島で石油を採掘・精製した後、U33を奪取し、ドイツ人を率いて島を脱出した。

## キャスパック（孤島）の進化
本作の中核を成す設定。海を隔てた孤島、キャスパック（キャプローナ）は、外界とは異なる、独自の進化を遂げている。

### キャスパックの環境
孤島であるキャスパックは南大西洋にあるが、南極海が近く、付近では氷山が見られる。しかし、外界と隔てている岸壁（島の全周囲を囲み、屹立している）の中は暑い地域がある。これは、「キャスパックが元々は火山であり、マグマの熱によって今なお温められているからである」、と劇中では推測されている。
頭頂部が吹き飛んだ後で山全体（大陸全体）が海中に没し、現在の形になったものと思われ、島は、上から見ると「O」の形をしており、島の内側には大きな内海（湖だが、大きすぎるため、主人公らは「海」と呼んでいる）が存在している。島の南西の地下には河川が走り、外海と繋がっている。内海には島が2つある。
島の気温は、南部ほど暑く、北部へ行くと寒くなる（土地の標高が高くなっていくため）。また、大雑把にいって、南部では中生代（恐竜など）、北部では氷河期以降の生物が多い。南部は暑い上に湿度が高いため、太陽の大きさが3倍に見える。
前述の岸壁に囲まれており、島には大型船が接岸する場所がない。

### 産卵と進化
キャスパックの女性は、毎朝、1時間から2時間ほど、池に浸かる習慣を持っている（この池にはオタマジャクシが沢山泳いでいる）。これは、受精卵を排出する意味を持っており、受精卵は池から川を通って内海に達し、あるいは外海に到達する。
受精卵は川へ流れ、内海に出る（池の中でオタマジャクシに成長するものもある）。その過程で、成長と共に進化していき、
1. オタマジャクシ
2. 魚類
3. 爬虫類
4. 両生類
5. 哺乳類（マンモス、剣歯虎、熊、猿など）

という順番で進化していく（ただし、魚類と爬虫類の順番は、逆の可能性がある、とも説明されている）。
つまり、キャスパックの池・川・海は、子宮の役割を果たしている。しかし、進化の途中で捕食されるものは数多い。猿からは、さらに人類に進化する。なお、進化は途中で止まる場合もある。

### 人の進化
キャスパックの人類は、次の段階を通って進化する。各段階は、それぞれ集落を作っており、南端が最初となり、最も猿に近い。昇格者は、中間地点で準備した後、次の北側の集落へ移動する（島が「O」の形をしているため、南端と北端以外は東西に分かれて分布している）。
順次進化していくため、各集落には子供の姿がない（ガルーを除く）。なお、胎生の男児（コス・アタ・ルー）はウィールーにも生まれるが、胎生の女児（コス・アタ・ロー）はガルーからしか生まれない。
1. ホ・ルー - 猿人。集落では一番南に属する。
2. アルー - 人間だが、言語を持つ前の段階。外見にも猿人の要素を色濃く残している。
3. ボ・ルー - 棒人。道具を有する段階だが、加工はできない。
4. スト・ルー - 斧人。道具を加工する段階。
5. バンド・ルー - 槍人。武器の距離が長くなり、相手に対して有利に戦える。
6. クロ・ルー - 弓人。飛び道具に発展し、自らの危険性を減らす段階。
7. ガルー - 縄人（「ガ」とは縄の意味）。昇格の最終段階。武器としてだけでは無く、道具としても便利な物を手にした。胎生が可能になる。また、密集戦法を回避し、隊列を整えるだけの知恵もある。

各部族は、南から北へ行くに従って人口が減る（進化の止まる者がいるため）。この傾向はクロ・ルーまで続くが、ガルーでは逆転する（進化の終点であり、また東西の終点でもあるため）。
なお、ハヤカワ版ではホ・ル、アル、ボ・ル、スト・ル、バンド・ル、クロ・ル、ガル、と、長音符のない名称に訳されている。また、ボ・ルは「棍棒人」と説明されている。
その他の用語で、人間に関するものは、以下のものがある。コス・アタ・ルーとコス・アタ・ローを増やすのが、ガルーの最終段階（目的）である。
バツ
進化の止まった者を指す言葉。
コス・アタ・ルー
コスは否定、アタは卵（生命）を示す。ルーは男を意味しており、直訳すると「卵から生まれたのではない男」。つまり、母親から産まれた男の子を指す。ガルー（とウィールー）からしか産まれない。
コス・アタ・ロー
母親から産まれた女の子。ガルーからしか産まれない。そのため、ウィールは常にコス・アタ・ローの女児を狙っている。
第2部のヒロイン、アジョールと、第3部のヒロイン、コ・タンはコス・アタ・ローのため、ウィールーに狙われた。
ジャールー
意味はハイエナ。人間に対して使う場合は蔑称となる。

### ウィールー
有翼人。第2部で存在が示されるが、実際に登場するのは第3部のみ。内海のオー・オー島に住む種族。すべて胎生だが、何故か男しか生まれない。そのため、ガルーから略奪婚を行う。飛翔能力は高く、成人男性を抱えても飛べる。
顔には眉毛や睫がない。死人を思わせる表情をしており、鳴き声はバンシーを思わせる。また、単衣の白い装束が経帷子を連想させ、ブラッドリー率いるイギリス人らは不吉の前兆、と受け取った。
争いを好む性格で、過去においても各部族に闘争を仕掛けていた。そのため、各部族から嫌われている。
ガルーと島の覇権を争っている。過去、翼が未発達な時期はガルーからの進化もあったが、翼が発達し、オー・オー島に避難（もしくは追放）されて以後はそのケースは消失した。現在は殺人者の集団と化している。
しかし、精神的な文化は奥が深く、ガルー以上の文化を持っている。宗教があり、太陽（ルア）と熱を司る神（ルアタ）を崇めている。
階級については、衣装で識別できる。最下位は白の単色で、「人知れず行った殺人」が一定数になると、申告し、衣装に黄色の縞が一つ入る。縞は殺人数に従って増え、最終的に黄色一色になる。次は、白地に赤の縞が入った衣装となり、順次、縞が増えると、赤一色になる。最後は白に青の縞で、青一色が最高位となる。最高位の人物は「ルアタの代弁者」と呼ばれ、ウィールーを支配している。

## ペルシダー・シリーズへの流用
本作の構成は、
1. 第1部で主人公が異界で孤立し、助けを求める。
2. 第2部で救助隊が到着。
3. 第3部では、前作（前々作）で消息を絶った人物が主役となる。

というものである。これは、後年にペルシダー・シリーズの第3巻（1929年）~第5巻（1937年）で踏襲された。「救助隊の主要人物が飛行機で単身捜索に乗り出し、翼竜と遭遇して不時着」という点も共通し、第2部（第4巻）・第3部（第5巻）のヒロインが現地人である、という点も同様となっている。

## 映像化作品
イギリスのアミカス・プロダクションが1970年代に製作・公開した映画が2作品と、2009年のビデオ作品が存在する。
恐竜の島（The Land That Time Forgot)
1975年公開。原作は第1部。
続・恐竜の島(The People That Time Forgot)
1977年公開。原作は第2部。
- 2作ともアレンジが強い（特に2作目）。アミカス・プロダクションは、1976年に『地底王国』(At the Earth's Core)を公開している（ペルシダー・シリーズ第1作の映像化）。

ランド・オブ・ザ・ロスト
2009年、ビデオ作品。監督・主演はC・トーマス・ハウエル。第1部を映像化したもので、かなり変更点があるものの、大筋はなぞっている。逆に、タイムスリップらしき描写がある、原住民が登場せず進化の謎が完全に無視されている、など根本のところ再現されていない。